# Królestwo na końcu drogi
Królestwo na końcu drogi (szw. Tempelriddaren) – powieść historyczna Jan Guillou wydana po raz pierwszy w 2000 roku w języku szwedzkim.
Książka jest trzecim tomem cyklu "Krzyżowcy" autorstwa Jan Guillou. Treścią powieści jest powrót w 1192 roku szwedzkiego rycerza Arna po dwudziestu latach służby jako templariusza w Ziemi Świętej na rodzinną Gotlandię. W 2008 roku powieść została zekranizowana jako "Arn – Riket vid vägens slut". Razem z poprzednią częścią z 2007 "Arn – Tempelriddaren" oba filmy zostały przemontowane w międzynarodową wersję zatytułowaną "Arn: The Knight Templar" (w Polsce film był wyświetlany jako: Templariusze: Miłość i krew).